# 汉斯·施蒂勒
汉斯·施蒂勒（Hans Wilhelm Stille，1876年10月8日—1967年12月26日），德国地质学家。1899年毕业于哥廷根大学地质学专业，其毕业论文是关于条顿堡森林山体构造的研究。后曾任教于莱比锡大学、格丁根大学、柏林大学，并曾任莱比锡皇家萨克森地质调查所所长。他对克拉通形成的研究有重要的贡献。